# Gemma Whelan
Gemma Whelan (Leeds, 23 april 1981) is een Britse actrice. Ze is bekend van haar rol als Yara Greyjoy in de fantasytelevisieserie Game of Thrones. 

## Filmografie

### Televisie
| Jaar               | Titel                                     | Rol                       | Opmerkingen                       |
| ------------------ | ----------------------------------------- | ------------------------- | --------------------------------- |
| 2006               | The Enforcers                             | Holly                     |                                   |
| 2009               | 10 Minute Tales                           | Pretty Nurse              | 1 episode                         |
| 2010               | The Persuasionists                        | Josephine                 | 2 episodes                        |
| 2011               | Threesome                                 | Wendy                     | 1 episode                         |
| 2011               | Living Doll                               | Moaning Mona              |                                   |
| 2011               | For the Win                               | Divers                    | Pilot                             |
| 2012               | Ruddy Hell! It's Harry & Paul             | Daughter                  | 1 episode                         |
| 2012               | Cardinal Burns                            | Claire                    |                                   |
| 2012–14, 2016–2019 | Game of Thrones                           | Yara Greyjoy              | Terugkerend, 16 episodes          |
| 2013               | The Day They Came to Suck Out Our Brains! | Unknown                   | Miniseries, 1 episode             |
| 2013               | Nick Helm's Heavy Entertainment           | Divers                    |                                   |
| 2013               | Claudia O'Doherty Comedy Blaps            | Sarah                     | Miniseries, 3 episodes            |
| 2014               | Live at the Electric                      | Chastity Butterworth      | 3 episodes                        |
| 2014               | Siblings                                  | Ruth                      |                                   |
| 2014               | Badults                                   | Juliet                    | Series 2, 1 episode: "Neighbours" |
| 2014               | Mapp and Lucia                            | Quaint Irene Coles        |                                   |
| 2014–present       | Almost Royal                              | Verteller                 |                                   |
| 2015               | Uncle                                     | Veronica                  | 2 episodes                        |
| 2015               | Not Safe for Work                         | Davina                    | 1 episode                         |
| 2015               | Murder in Successville                    | Nurse Adele               | Series 1, 1 episode               |
| 2016–present       | Upstart Crow                              | Kate                      | Series regelmatig                 |
| 2016–2017          | Hetty Feather                             | Ida Battersea             |                                   |
| 2016–present       | Horrible Histories                        | divers                    |                                   |
| 2016               | Morgana Robinson's The Agency             | Kat Cassidy               | 4 episodes                        |
| 2017               | Decline and Fall                          | Diane Fagan               | 2 episodes                        |
| 2017               | The Moorside                              | Karen Matthews            | Tweedelig drama                   |
| 2017               | The Crown                                 | Patricia Campbell         | 1 episode                         |
| 2017               | Queers                                    | Bobby                     |                                   |
| 2017               | The End of the F***ing World              | Eunice                    |                                   |
| 2017               | Eat Your Heart with Nick Helm             | Zichzelf                  | 1 episode                         |
| 2019               | Gentleman Jack                            | Marianne Lister           |                                   |
| 2019               | Star vs. the Forces of Evil               | Solaria Butterfly (voice) | 1 episode                         |

### Film
| Jaar | Titel                | Rol              | Opmerkingen |
| ---- | -------------------- | ---------------- | ----------- |
| 2006 | Madness of the Dance | Sister Grace     | Short film  |
| 2007 | Frites               | Marie-Anne       | Short film  |
| 2008 | Shortbread and Tea   | Mildred          |             |
| 2009 | Ding Dong            | Dr. Pretty       | Short film  |
| 2010 | The Wolfman          | Gwen's Maid      |             |
| 2010 | Gulliver's Travels   | Lilliputian Rose |             |
| 2016 | Prevenge             | Len              |             |
| 2020 | Emma                 | Mrs. Weston      |             |

- Biblioteca Nacional de España: XX5722401
- Bibliothèque nationale de France: cb17702411k (data)
- Gemeinsame Normdatei: 1195489552
- International Standard Name Identifier: 0000 0004 6416 9438
- Library of Congress Control Number: no2019159833
- Système universitaire de documentation: 261899678
- Virtual International Authority File: 31704359
- WorldCat: E39PBJxxbM6RYCT7KXp6dFBF8C